# Schizopteridae
Die Schizopteridae sind eine Familie der Wanzen (Heteroptera) in der Teilordnung Dipsocoromorpha. Von ihnen sind ungefähr 229 Arten in mehr als 42 Gattungen bekannt, womit sie die größte Familie ihrer Teilordnung darstellen. Slater (1982) geht jedoch davon aus, dass der Großteil der Arten dieser Familie, insbesondere der indopazifischen Region, bis dato noch unbekannt ist und vermutlich über 1200 Arten existieren.

## Merkmale
Die sehr kleinen Wanzen werden nur 0,8 bis 2 Millimeter lang. Sie haben meistens einen konvexen, kompakten, manchmal flachen und eiförmigen, häufig nahezu komplett schwarzen Körper mit in der Regel – insbesondere bei den Weibchen – ähnlich wie bei den Käfern gebauten Vorderflügeln, sodass sie teilweise diesen Insekten, aber auch Vertretern der Omaniidae sehr stark ähneln. Ihr Körper ist mit Gruben, Tuberkeln, einer dichten Schicht Microtrichia oder anderen Skulpturierungen versehen, anders als bei den meisten anderen Vertretern der Dipsocoromorpha fehlt ihnen jedoch darüber hinausgehend eine auffällige längere Körperbehaarung.
Ihr Kopf ist stark nach unten gekrümmt. Die verhältnismäßig kleinen bis meist sehr großen Facettenaugen reichen bei manchen Arten nahezu entlang des gesamten Seitenrandes des Pronotums nach hinten. Punktaugen (Ocelli) können ausgebildet sein, oder auch fehlen. Die ersten beiden Glieder der Fühler sind kurz und annähernd gleich lang, das dritte und vierte Fühlerglied ist langgestreckt. Das Labium ist zwei bis viergliedrig. Es kann kurz sein und nicht hinter die Hüften (Coxen) der Vorderbeine reichen, es kann aber auch sehr lang sein und deutlich über die Basis des Hinterleibs hinaus verlängert sein. Das Metasternum trägt häufig mittig einen Dorn oder ein Paar V-förmiger Fortsätze, die manchmal auf den Hinterleib reichen. Die Duftdrüsenöffnungen am Metathorax sind unpaarig und mittig angeordnet. Die Propleuren sind ventral erweitert und umfassen die Hüften der Vorderbeine und ventrale Teile des Kopfes. Die Vorderflügel sind voll entwickelt (makropter) bis coleopteroid und ähneln damit den Deckflügeln von Käfern. Sie sind jedoch immer tegminal und nahezu gleichmäßig stark sklerotisiert. Ihnen fehlen in der Regel mediale oder costale Unterbrechungen zur Faltung. Die Hinterflügel fehlen bei den nichtmakropteren Tieren und sind ansonsten ausgebildet. Die Hinterbeine sind zu Sprungbeinen modifiziert; sie tragen am mesialen Rand Haftpolster. Die Tarsen haben unterschiedlich viele Glieder. Bei den Männchen lautet die Tarsenformel 2:2:3, 3:3:2 oder 3:3:3, bei den Weibchen 2:2:2, 2:2:3 oder 3:3:3. Bei den Männchen ist das sechste bis achte Hinterleibssegment, typisch für Vertreter der Dipsocoromorpha häufig auf der rechten Seite asymmetrisch modifiziert und nur selten symmetrisch. Die Pygophore (die Verlängerung des neunten Hinterleibssegments bei den Männchen) und die Paramere sind in der Regel asymmetrisch. Bei den Weibchen ist der Ovipositor entweder gut entwickelt, zurückgebildet, fehlend oder asymmetrisch (Gattung Pachyplagioides). Eine Spermatheca ist ausgebildet.
Die Duftdrüsenöffnungen der Nymphen am Rücken des Hinterleibs liegen zwischen dem sechsten und siebten Tergum.
Der typisch kugelige Körper, die kurzen ersten beiden Fühlerglieder, der Dorn am Metasternum und die Haftpolster an den Hinterhüften sind charakteristische Merkmale der Familie.

## Vorkommen
Ähnlich wie bei den anderen Familien der Dipsocoromorpha liegt der Verbreitungsschwerpunkt der Schizopteridae sehr überwiegend in den Tropen. Man findet Arten aber auch jenseits davon, etwa in Tasmanien und in Nordamerika nördlich bis Michigan. 

## Lebensweise
Über die Lebensweise der Schizopteridae ist kaum etwas bekannt. Man geht davon aus, dass sich alle Arten räuberisch von kleinen Wirbellosen ernähren. Man kann die Tiere regelmäßig in der Bodenstreu, in Bodenfallen oder am Licht fangen. Slater (1982) beschreibt sie als Boden- und Streubewohner, obwohl man die meisten Arten von Lichtfängen kennt und sie nicht direkt in den genannten Lebensräumen finden konnte. Die Hypselosomatinae sind vermutlich eng an feuchte Lebensräume wie Regenwälder und andere feuchte Wälder, tropische Palmsümpfe und Hochmoore gebunden und leben dort in Bodenstreu, Moos, Grashorsten und denen von Seggen und Binsen und an Gräsern und Farnen. Anders als die anderen Vertreter der Dipsocoromorpha laufen die Schizopteridae bei Störung nicht, sondern springen und fliegen (falls geflügelt) davon. Offenbar entwickelt sich in den Weibchen jeweils nur ein Ei gleichzeitig, das nahezu den gesamten Hinterleib ausfüllt.

## Taxonomie und Systematik
Enzio Rafael Reuter beschrieb die Gruppe 1891 erstmals als höheres Taxon mit dem Namen „Schizopterina“ als Untergruppe der Ceratocombidae. 1910 erkannte er ihr den eigenständigen Familienrang zu. Dieser Meinung folgten alle nachfolgenden Autoren bis heute. Die Familie wird nach Schuh & Slater (1995) in folgende zwei Unterfamilien unterteilt. Eine dritte Unterfamilie, die von Emsley 1969 beschriebene Ogeriinae, wird von ihnen auf Grund von zahlreichen Gattung, die Emsley als incertae sedis nicht Unterfamilien zugeordnet hatte nicht weiter berücksichtigt.
- Unterfamilie Hypselosomatinae
- Unterfamilie Schizopterinae

## Fossile Funde
Fossile Schizopteridae liegen ausschließlich als Inklusen in Bernstein vor. Der bisher älteste Fund stammt aus libanesischem Bernstein, die dort gefundene Art entspricht in ihrer Körpergestalt weitgehend bereits den rezenten Arten und wurde der Unterfamilie Hypselosomatinae zugeordnet. Die Familie reicht damit mindestens bis in die Unterkreide zurück.

## Belege